# 1168 هـ
1168 هـ هي سنة في التقويم الهجري امتدت مقابلةً في التقويم الميلادي بين سنتي 1754 و1755.

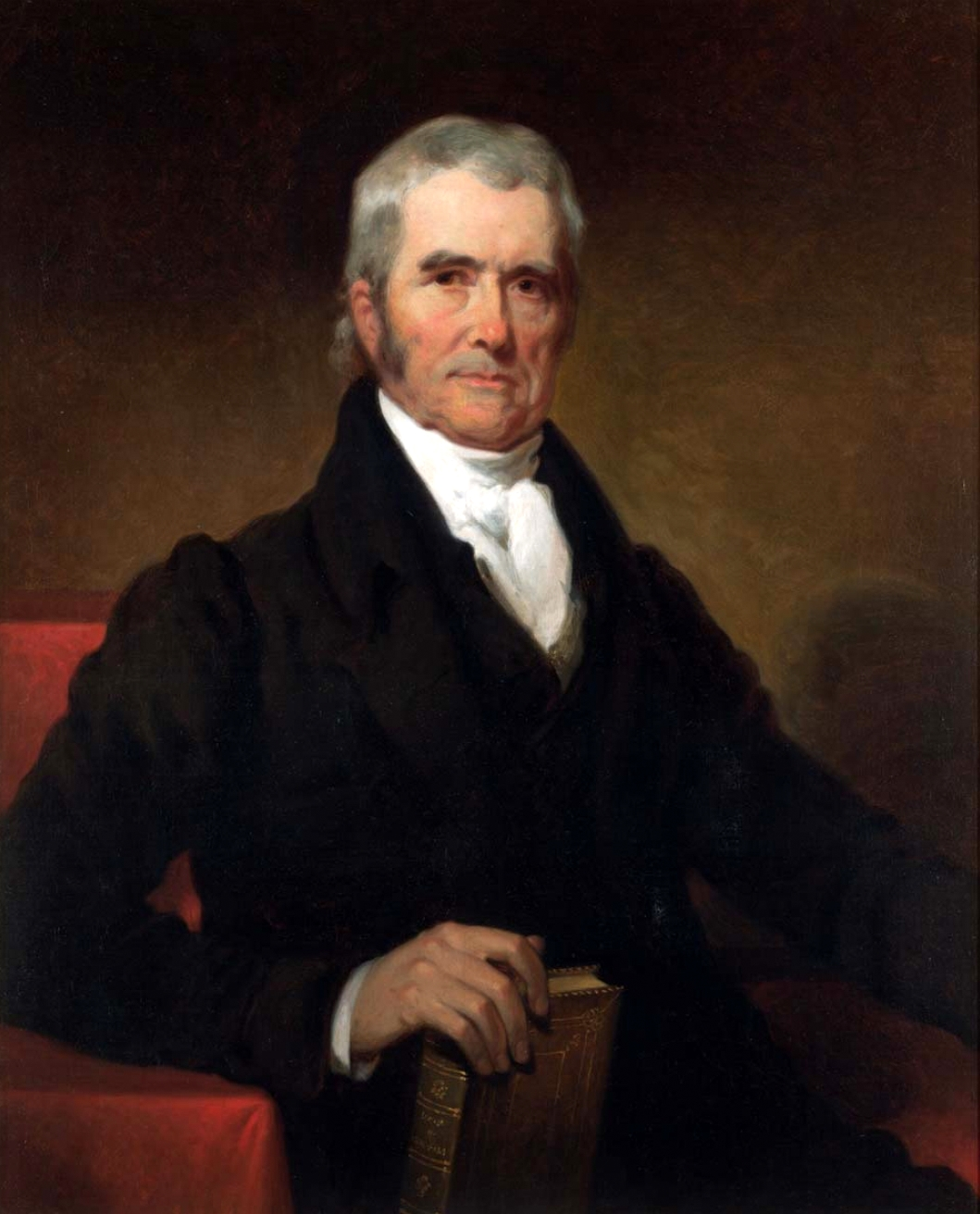
جون مارشال

## أحداث
- الإمام محمد بن سعود يعين الإمام عبد العزيز بن محمد وليا للعهد.
- شعبان - غرق سفينة حجاج مغاربة بنواحي تونس بعد خروجها من الإسكندرية قاصدة المغرب الأقصى، كان على متنها نحو 400 شخص من أهل فاس وغيرهم الذين غرق جميعهم باستثناء بعد الأفراد الذين نجو بعد تمسكهم بألواح السفينة وبراميلها.[5]

## مواليد
- عثمان دان فوديو.
- جون مارشال

## وفيات
- الطبيب الاصفهاني